# U-27 (1936)
| U-27                                                                                     | U-27 | U-27 |
| ---------------------------------------------------------------------------------------- | --- | --- |
|                                                                                          | | |
|                                                                                          | | |
| Зображення підводного човна U-33, аналогічного з U-27 типу                               | | |
| Під прапором                                                                             | Третій Рейх | Третій Рейх |
| Спуск на воду                                                                            | 24 червня 1936 року | 24 червня 1936 року |
| Виведений зі складу флоту                                                                | 12 серпня 1936 року | 12 серпня 1936 року |
| Сучасний статус                                                                          | 20 вересня 1939 року затоплений у Північній Атлантиці західніше Гебридських островів глибинними бомбами британських есмінців «Форчун», «Фокнор» і «Форестер» | 20 вересня 1939 року затоплений у Північній Атлантиці західніше Гебридських островів глибинними бомбами британських есмінців «Форчун», «Фокнор» і «Форестер» |
| Проєкт                                                                                   | | |
| Тип ПЧ                                                                                   | Торпедний ДПЧ | Торпедний ДПЧ |
| Розробник проєкту                                                                        | Deutsche Schiff- und Maschinenbau, AG Weser, Бремен | Deutsche Schiff- und Maschinenbau, AG Weser, Бремен |
| Вартість                                                                                 | 4 189 000 ℛℳ | 4 189 000 ℛℳ |
| Основні характеристики                                                                   | | |
| Швидкість (надводна)                                                                     | 17,9 вузла | 17,9 вузла |
| Швидкість (підводна)                                                                     | 8 вузлів | 8 вузлів |
| Робоча глибина занурення                                                                 | 100 м | 100 м |
| Гранична глибина занурення                                                               | 220 м | 220 м |
| Автономність плавання                                                                    | 135—174 км на швидкості 4 вузли (в підводному положенні) 11 470 км на швидкості 10 вузлів (у надводному положенні)                                           | 135—174 км на швидкості 4 вузли (в підводному положенні) 11 470 км на швидкості 10 вузлів (у надводному положенні)                                           |
| Екіпаж                                                                                   | 44—60 осіб | 44—60 осіб |
| Розміри                                                                                  | | |
| Довжина найбільша (по КВЛ)                                                               | 64,51 м | 64,51 м |
| Ширина корпусу найб.                                                                     | 5,85 м | 5,85 м |
| Висота                                                                                   | 9,5 м | 9,5 м |
| Середня осадка (по КВЛ)                                                                  | 4,37 м | 4,37 м |
| Водотоннажність надводна                                                                 | 626 т | 626 т |
| Силова установка                                                                         | | |
| дизель-електрична; 2 дизельних двигуни MAN M 6 V 40/46, 2 електродвигуни BBC GG UB 720/8 | | |
| Гвинти                                                                                   | 2 | 2 |
| Потужність                                                                               | 2 × 2100—2310 к.с. (дизелі) 2 × 750 к.с. (електродвигуни) | 2 × 2100—2310 к.с. (дизелі) 2 × 750 к.с. (електродвигуни) |
| Озброєння                                                                                | | |
| Артилерія                                                                                | 1 × 88-мм палубна гармата SK C/35 1 × 20-мм зенітна гармата FlaK 30/38/Flakvierling                                                                          | 1 × 88-мм палубна гармата SK C/35 1 × 20-мм зенітна гармата FlaK 30/38/Flakvierling                                                                          |
| Торпедно- мінне озброєння                                                                | 4 носових і один кормовий ТА. 11 торпед або 26 мін TMA | 4 носових і один кормовий ТА. 11 торпед або 26 мін TMA |

U-27 — німецький підводний човен типу VII A, що входив до складу крігсмаріне за часів Другої світової війни. Закладений 11 листопада 1935 року на верфі Deutsche Schiff- und Maschinenbau, компанії AG Weser у Бремені. Спущений на воду 24 червня 1936 року, 12 серпня 1936 року корабель увійшов до складу ВМС нацистської Німеччини.

## Бойовий шлях
12 серпня 1936 року німецький підводний човен U-27 увійшов до складу 2-ї флотилії ПЧ, де перебував весь час.
З початком Другої світової війни діяв західніше Британських островів. Підводний човен вийшов у море ще 23 серпня та вийшов з Вільгельмсгафена у визначений район Атлантичного океану, де перебував у готовності до воєнних дій. 13 вересня 1939 року поблизу острова Торі U-27 потопив перше судно — британський траулер Davara, а 16 вересня 1939 року субмарина провела атаку на ще один британський траулер Rudyard Kipling.
20 вересня 1939 року британські есмінці «Форчун», «Фокнор» (які шість днів тому затопили U-39) і «Форестер» проводили протичовнові заходи, розшукуючи ворожі субмарини, коли вийшли в район патрулювання німецького човна. U-27 випустив три торпеди, але всі пройшли мимо цілей, тоді британці атакували його глибинними бомбами, примусивши спливти на поверхню. Німецький екіпаж у кількості 38 осіб взяли в полон, а човен затопили. Він став другим німецьким підводним човном, затопленим у роки війни.

## Командири
- Корветтен-капітан Ганс Іббекен (12 серпня 1936 — 4 жовтня 1937)
- Корветтен-капітан Йоганнес Франц (5 жовтня 1937 — 5 червня 1939)
- Капітан-цур-зее Ганс-Георг фон Фрідебург (6 червня — 8 липня 1939)
- Корветтен-капітан Йоганнес Франц (8 липня — 20 вересня 1939)

## Перелік затоплених U-27 суден у бойових походах
| №                                                                 | Дата            | Назва           | Тип     | Належність      | Водотоннажність (брт) | Вантаж | Конвой | Результат та координати                                                | Наслідки атаки для екіпажу      | Прим. |
| ----------------------------------------------------------------- | --------------- | --------------- | ------- | --------------- | --------------------- | ------ | ------ | ---------------------------------------------------------------------- | ------------------------------- | ----- |
| Перший похід (23.08—20.09.1939, 29 діб; Вільгельмсгафен—загибель) |                 |                 |         |                 |                       |        |        |                                                                        |                                 |       |
| 1                                                                 | 13 вересня 1939 | Davara          | траулер | Велика Британія | 291                   |        |        | потоплений 55°36′ пн. ш. 8°25′ зх. д. / 55.600° пн. ш. 8.417° зх. д.   | 12 (0 загиблих та 12 врятовані) |       |
| 2                                                                 | 16 вересня 1939 | Rudyard Kipling | траулер | Велика Британія | 333                   |        |        | потоплений 53°50′ пн. ш. 11°10′ зх. д. / 53.833° пн. ш. 11.167° зх. д. | 13 (0 загиблих та 13 врятовані) |       |